# Iorubes
Els iorubes són un poble de l'Àfrica Occidental, a Nigèria occidental. El mot "ioruba" és un exònim dels hauses ja que de la denominació en el seu idioma és oodua o oduduwa, pel seu ancestre epònim.
El primer estat ioruba fou el regne d'Ife. Els iorubes van formar l'Imperi d'Oyo (governat per un alafin) vers el segle xvi, el qual es va enfonsar entre 1797 i 1837 i van sorgir nous estats iorubes com Ilorin (1824), on els musulmans es van imposar dirigits per un emir descendent d'un predicador fulbe. L'estat oyo d'Ibadan també va caure en mans dels musulmans. El 1837 esclaus musulmans ioruba van tenir un paper destacat en la revolució de l'Estat de Bahia (Brasil) dita a vegades revolta dels malé (que era el nom que es donava allà als musulmans i volia dir "gent de Mali").
Els britànics es van establir a Lagos el 1861, que va dependre del govern de Sierra Leone (Establiments de l'Àfrica Occidental) fins al 1874 i de la Costa d'Or fins al 1886, quan es va declarar la colònia de Lagos (la colònia era la ciutat i rodalia) i el seu protectorat més a l'interior. La Companyia Reial del Níger (National African Company fundada el 1882 per George Goldie, per a l'explotació de la vall del Níger, rebatejada el 1888 com Royal Niger Company quan va obtenir el privilegi d'explotació), va explotar la regió interior i va estendre el domini britànic per la regió occidental entre 1882 i 1898.
L'1 de gener de 1900 es va formar la Federació de Nigèria amb la Nigèria Septentrional, els territoris del Protectorat dels Rius de l'Oli i els territoris al sud de la Companyia (aquests dos darrers foren units i rebatejats com a protectorat de la Costa del Níger) i la colònia i el protectorat de Lagos; la colònia i protectorat de Lagos i el Protectorat de la Costa del Níger es van unir el 1906 per formar la "colònia i protectorat de Nigèria del Sud". Des de 1955 els iorubes demanaven autonomia dins de la futura Nigèria. Després de la independència el 1960 es va formar l'Estat Occidental (més tard dividit en estats més petits) que sota l'hegemonia ioruba va insistir en l'autonomia però el poder central va dividir el partit regional (Action Group) en dues faccions (una socialista-comunista i una moderada), va agafar el govern directe i encara que el 1963 el va retornar al mateix partit, ho va fer a l'ala moderada més favorable al govern. La petició fou descartada i el 1964 es va començar a trossejar el territori occidental amb la creació d'un nou estat (Estat Mitjà-Occidental). A la guerra civil va sorgir un moviment independentista encoratjat pels biafrenys. Els independentistes van guanyar força posteriorment i anomenen el seu país com Oduduwa, república Oodua i altres. El moviment més representatiu és el Oodua People's Congress (Congrés Popular Oodua) però amb dues ales, l'autonomista i la independentista. El candidat a la presidència Moshood Abiola, mort en detenció el 1998, un musulmà ioruba, va servir de mediador freqüent entre musulmans del nord i cristians del sud i per això va tenir molts suports a l'elecció del 1993 (elecció que sembla que va guanyar però fou anul·lada). Els iorubes avui dia estan repartits entre musulmans i cristians.
Creien en un déu de la tempesta anomenat Shango que se simbolitzava amb una destral i un carner.

## Iorubes notables
- Biyi Bandele, dramaturg, novel·lista i director de cinema.
- Kunle Afolayan, actor i director de cinema.
- Ola Balogun, director de cinema i guionista.
- Tunde Kelani, director, productor i guionista de cinema.